# Хауэнштайн (Пфальц)

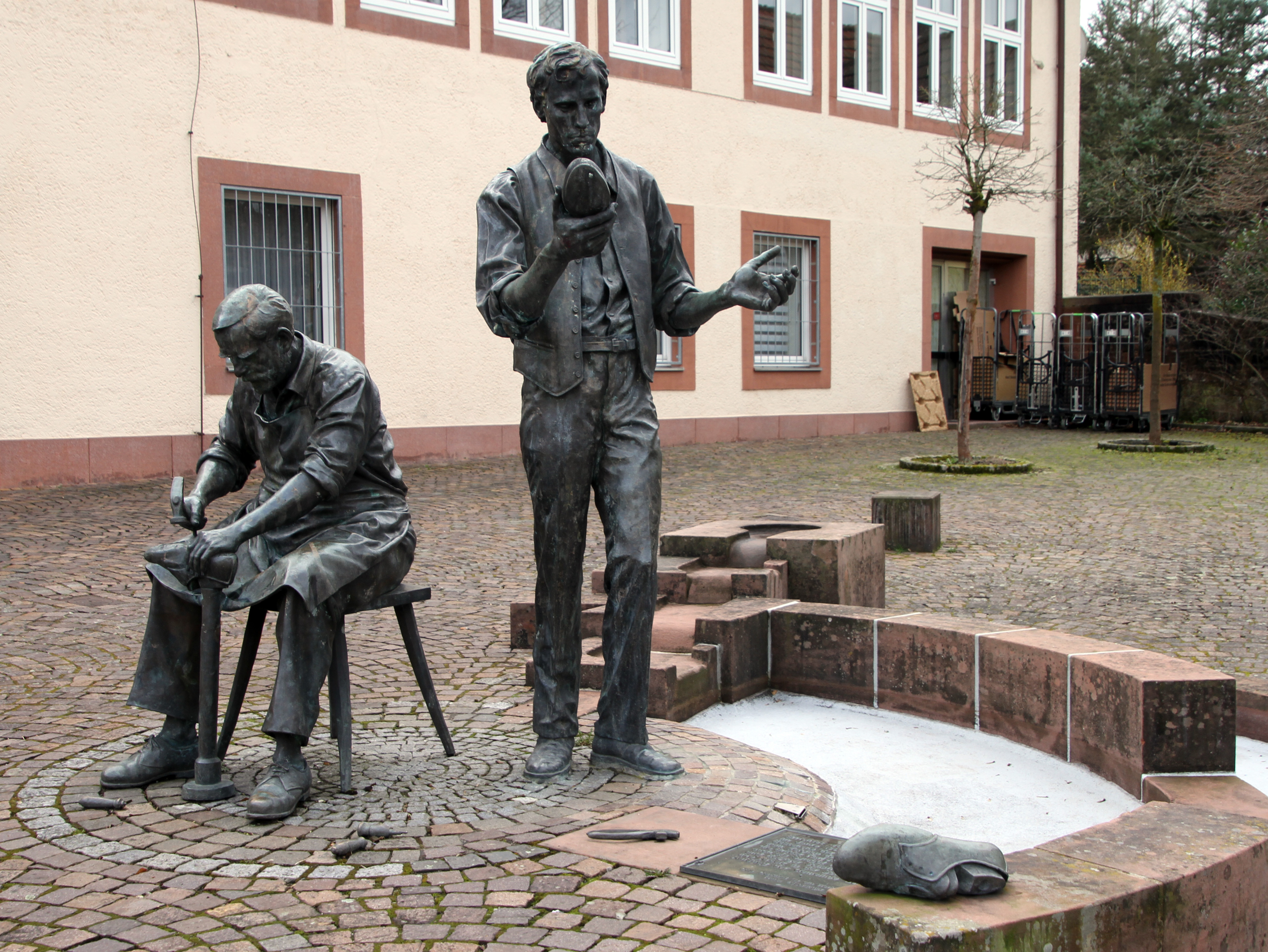
Фонтан сапожника

Хауэнштайн (нем. Hauenstein) — коммуна в Германии, в земле Рейнланд-Пфальц.
Входит в состав района Юго-западный Пфальц. Подчиняется управлению Хауэнштайн. Население составляет 4033 человека (на 31 декабря 2010 года). Занимает площадь 13,91 км².

## Население
| Год  | Численность | Численность |
| ---- | ----------- | ----------- |
| 1975 | 4492        | [ 4 ]       |
| 2017 | 3961        | [ 1 ]       |
| 2019 | 3992        | [ 5 ]       |
| 2021 | 3990        | [ 6 ]       |
| 2022 | 3969        | [ 7 ]       |
| 2023 | 3969        | [ 2 ]       |

## Достопримечательности

### Музеи
- Германский музей обуви